# Лабенц
Лабенц (њем. Labenz) општина је у њемачкој савезној држави Шлезвиг-Холштајн. Једно је од 131 општинског средишта округа Херцогтум Лауенбург. Према процјени из 2010. у општини је живјело 829 становника. Посједује регионалну шифру (AGS) 1053079.

## Географски и демографски подаци
Лабенц се налази у савезној држави Шлезвиг-Холштајн у округу Херцогтум Лауенбург. Општина се налази на надморској висини од 25 метара. Површина општине износи 5,8 km². У самом мјесту је, према процјени из 2010. године, живјело 829 становника. Просјечна густина становништва износи 144 становника/km².